# Karlslunde Sogn
 Ikke at forveksle med Karlslunde Strandsogn.
Karlslunde Sogn er et sogn i Greve-Solrød Provsti (Roskilde Stift).
I 1800-tallet var Karlstrup Sogn anneks til Karlslunde Sogn. Begge sogne hørte til Tune Herred i Roskilde Amt. Karlslunde-Karlstrup sognekommune blev ved kommunalreformen i 1970 delt: Karlslunde blev indlemmet i Greve Kommune, og Karlstrup blev indlemmet i i Solrød Kommune.
I Karlslunde Sogn ligger Karlslunde Kirke. Karlslunde Strandkirke blev etableret som vandrekirke i 1971 og indviet som permanent kirke i 1980.  Karlslunde Strandsogn var udskilt fra Karlslunde Sogn 1. juni 1978.
I sognet findes følgende autoriserede stednavne:
- Karlslunde (bebyggelse, ejerlav)
- Karlslundegård (landbrugsejendom)